# Десант на Імперський міст
Десант на Імперський міст відбувся 11—13 квітня 1945 року, був здійснений силами Дунайської військової флотилії в часі Віденської операції з метою захоплення важливої стратегічної переправи у Відні.

## Задум операції
4 квітня радянські війська зайняли Братиславу, дивізії німецької групи «Південь» відходять на Відень. Під час наступу на Відень війська Другого Українського фронту — командувач маршал СРСР Родіон Малиновський — та Третього Українського — маршал СРСР Федір Толбухін — з боями пробилися на південну околицю Відня та 6 квітня почали штурм столиці Австрії, зав'язалися вуличні бої.
Нацистські сили заздалегідь підготувалися до оборони, безпосереднє керівництво обороною Відня здійснював Йозеф Дітріх, частини групи армій «Південь» під загальним керівництвом генерала піхоти Отто Велера чинили серйозний опір наступаючим — 8 танкових та 1 піхотна дивізія 6-ї танкової армії СС, перекинуті з Арденн та 15 окремих батальйонів. Всі мости біля Відня через Дунай були підірвані, лишався один Імперський міст, котрим сполучалося південне німецьке угрупування в місті з західним; для оборони мосту було створено потужний укріплений оборонний вузол. Міст був замінований та підготований до вибуху; його знищення могло б серйозно завадити просуванню радянських військ, примусивши їх форсувати Дунай з боями й вести бої за створення, утримання та розширення плацдармів.
8 квітня кораблі Дунайської флотилії змогли висадити стрілецький полк в нацистському тилу на східній околиці Відня.
Радянські спроби 9 та 10 квітня захопити моста завершилися невдачею. В таких умовах радянське військове керівництво приймає рішення силами Дунайської військової флотилії, котрою командував віце-адмірал Георгій Холостяков, висадити десант на обидва дунайські береги безпосередньо біля мосту із завданням захопити та утримати його до підходу сухопутних частин. Для десанту виділялася стрілецька рота (103 бійці, командир — старший лейтенант Гегам Пілосян) зі складу 80-ї гвардійської стрілецької дивізії 4-ї гвардійської армії 3-го Українського фронту. Десантний загін був посилений однією 45-мм гарматою, 2 протитанковими рушницями та 4-ма станковими кулеметами.
Загін висадки десанту складався з 2 артилерійських катерів, для артилерійської підтримки виділялося 8 мінометних катерів, що мали на озброєнні реактивні установки «Катюша» й 3 артилерійські катери — зі складу 1-го гвардійського Белградського дивізіону бронекатерів 1-ї Керченської бригади річкових кораблів та 4-го Тульчинського дивізіону бронекатерів 2-ї Сулінської бригади, 5 батарей великого та середнього калібру берегового загону прикриття флотилії, та значна кількість армійської артилерії.
Умови проведення операції були надзвичайно важкими — катери з десантниками мали здійснювати прорив річкою, обидва береги якої були зайняті противником, котрі розміщувалися в укріплених будовах та бетонних дотах, мали достатню кількість танків, артилерії та кулеметних гнізд. По дорозі до місця десанту катери мали пройти мимо підірваного Віденського мосту, по фарватеру знаходилися раніше затоплені кораблі — 8 великих барж. На північному березі Дунаю знаходилися замасковані САУ «Фердінанд», 105-мм гармати, далі — 76-мм зенітні батареї, на самому мості — крупнокаліберний кулемет. Через такі перепони десантний загін практично не мав змоги маневрувати та операцію доводилося проводити в світлий час доби — інакше б кораблі не змогли рухатися — численні перепони. В умовах близького вуличного бою застосування авіації для підтримки десанту було неможливим — відбувався лише артилерійський обстріл ділянок висадки безпосередньо перед десантуванням, артилерійська підтримка десанту покладався на армійську артилерію.

## Перебіг операції
В ніч на 11 квітня 4-та гвардійська армія починає форсування Дунайського каналу, чому сприяли успішні дії 1-го механізованого та 20-го стрілецького корпусів, що наступали в напрямі Імперського мосту. Вранці 11 квітня передовий загін — 5 артилерійських катерів із складу 2-ї бригади річкових катерів (командир — капітан 2-го рангу Олександр Аржавкін) — йде на прорив та з боєм виходить на місце десантування; решта катерів рухалися за загоном прориву та знищували виявлені вогневі ворожі точки. Поява радянських катерів з десантом в центрі міста днем стала для німецьких сил повною несподіванкою. Ведучий артилерійський катер старшого лейтенанта Семена Клоповського виставив димову завісу, після цього катери по одному висаджують групи бійців безпосередньо біля мосту на обох берегах Дунаю, з решти кораблів вівся вогонь впритул по вогневих точках противника; міст був стрімко захоплений, міни знешкоджені.
Нацистські сили терміново підтягують до місця бою значні сили піхоти та танків, самохідних гармат й мінометів; під щільним вогнем бронекатери починають відхід, всі отримали значні ушкодження, на кораблях виникали пожежі, в екіпажах були вбиті та поранені, всі катери змогли вернутися на базу. Загинув матрос на другому артилерійському катері, 4 поранено; радянські керівники звітували, що катери при висадці знищили 2 «Фердінанди», придушено 45 вогневих точок, 4 88-мм гармати, 3 артилерійські та 2 мінометні батареї, вбито до 350 німецьких вояків.
Біля мосту зав'язався надзвичайно напружений бій, німецькі переважаючі сили безперервно атакували на обох берегах Дунаю, перехресний обстріл не припинявся ні на хвилину.
В таких обставинах рота десантників протрималася 3 доби за допомогою масованої артилерійської підтримки армійських частин. Вночі з 12 на 13 квітня по зайнятих німецькими силами кварталах до залишків роти зміг прорватися повітрянодесантний батальйон зі складу 7-ї гвардійської повітрянодесантної дивізії. Після цього нацистські атаки стали ще запеклішими, безперервний бій тривав цілу ніч, десант з підкріпленням був на грані знищення.
Вранці 13 квітня зведений штурмовий загін (командир — старший лейтенант І. Кочкін) зі складу морської піхоти Дунайської флотилії подолав німецьку оборону біля Віденського мосту, в прорив вводиться стрілецький полк 80-ї гвардійської стрілецької дивізії; з великими втратами загін зміг прорватися до мосту та з'єднатися з десантом.
Доки увага німецьких сил була прикута на загін, що пробився, в прогалину між частинами противника вводяться головні сили дивізії, посилені самохідними гарматами зі складу 2-ї гвардійської механізованої бригади. Після запеклого бою вони також виходять до мосту, розчленувавши східне німецьке угрупування; 16 радянських самохідних артилерійських установок на великій швидкості переходять по мосту та займають оборону на західному березі. Після того сапери механізованої бригади зняли понад 100 зарядів вибухівки з мосту; ця частка бою стала переломною при штурмі Відня — втративши єдине управління та взаємодію, частини східного угрупування до кінця дня були знищені чи капітулювали. Нацистські сили в західних районах Відня починають спішний відхід, в ніч на 14 квітня місто було повністю зайняте радянськими військами.

## Нагороди та вшанування
Особовий склад десанту та катерів прориву був нагороджений радянськими бойовими орденами та медалями в повному складі; 6 вояків зі складу 2-ї гвардійської мотострілецької бригади стали Героями Радянського Союзу. Серед десантників був майбутній народний артист РРФСР Георгій Юматов, бій тримав у складі 7-ї гвардійської повітрянодесантної бригади майбутній вчений-генетик, академік, Герой Соціалістичної Праці Йосип Рапопорт. Спогади про участь в бою «Записки дунайського розвідника» лишив Олексій Чхеїдзе.
Король Великої Британії Георг VI за збереження Імперського мосту нагородив адмірала Холостякова Трафальгарським хрестом — вищою морською відзнакою Сполученого королівства, якою до того не нагороджувалися іноземці.
17 травня 1945 року 1-й Червонопрапорній Керченській бригаді річкових кораблів присвоєне почесне звання «Віденська»; Дунайська Червонопрапорна ордена Нахімова флотилія нагороджена орденом Кутузова 2-го ступеня, 2-га Сулінська ордена Ушакова бригада річкових кораблів, 492-га та 508-ма артилерійські батареї Берегового загону супроводу — орденами Червоного Прапора.
Героями Радянського Союзу стали*
- Борисов Микола Денисович — старшина, автоматник,
- Золкін Андрій Матвійович — сапер, гвардії рядовий, знешкодив 56 зарядів,
- Кульнєв Андрій Митрофанович — командир взводу бронетранспортерів, старший сержант,
- Ластовський Максим Онопрійович — старший сержант, сапер, особисто знешкодив 76 набоїв,
- Мінін Федір Іванович — старшина, командир бронетранспортера,
- Москальчук Георгій Мартинович — старший сержант, кулеметник.

Аж 5 травня 1990 року цього ж звання вдостоєна санінструктор 369-го окремого батальйону морської піхоти, учасниця десанту Михайлова Катерина Іларіонівна.
Коштами жителів Відня перед Імперським мостом встановлено обеліск на вшанування радянських вояків, які ціною своїх життів змогли врятувати історичний міст.